# Чернецы (Рязанская область)
Чернецы — деревня в Касимовском районе Рязанской области России. Входит в состав Торбаевского сельского поселения.

## География
Деревня находится в северо-восточной части Рязанской области, в зоне хвойно-широколиственных лесов, в пределах Мещёрской низменности, к северу от реки Макарье, на расстоянии примерно 7 километров (по прямой) к северо-северо-востоку от города Касимова, административного центра района. Абсолютная высота — 139 метров над уровнем моря.

### Климат
Климат характеризуется как умеренно континентальный, с тёплым летом и умеренно холодной снежной зимой. Среднегодовая температура воздуха — 3,8 °C. Средняя температура воздуха самого холодного месяца (января) — −11,5 °C (абсолютный минимум — −40 °C); самого тёплого месяца (июля) — 18,8 °C (абсолютный максимум — 38 °C). Безморозный период длится около 135—155 дней. Среднегодовое количество осадков — 616 мм, из которых большая часть (около 397 мм) выпадает в период с апреля по октябрь. Снежный покров держится в течение 120—147 дней.

### Часовой пояс
Деревня Чернецы, как и вся Рязанская область, находится в часовой зоне МСК (московское время). Смещение применяемого времени относительно UTC составляет +3:00.

## Население
| 1859 | 1906 | 2010 |
| ---- | ---- | ---- |
| 238  | ↗360 | ↘31  |

### Национальный состав
Согласно результатам переписи 2002 года, в национальной структуре населения русские составляли 100 % из 30 чел.